# André Doz
 (mai 2025).
Motif : Philosophe peu connu et professeur dont l'unique ouvrage sur Hegel a fait l'objet de recensions académiques assez banales et classiques. La citation de ce professeur dans Deutsche Biographie n'est qu'une simple recension sans rien sur le fond.
- Archive Wikiwix
- Bing
- Cairn
- DuckDuckGo
- E. Universalis
- Gallica
- Google
- G. Books
- G. News
- G. Scholar
- Persée
- Qwant
- (zh) Baidu
- (ru) Yandex
- (wd) trouver des œuvres sur Wikidata

| 1. | Préciser le motif de la pose du bandeau. | Précisez le motif de la pose du bandeau en utilisant la syntaxe suivante : {{admissibilité à vérifier\|date=mai 2025\|motif=remplacez ce texte par le motif}}                  |
| 2. | Informer les utilisateurs concernés.     | Pensez à avertir le créateur de l'article, par exemple, en insérant le code ci-dessous sur sa page de discussion : {{subst:avertissement admissibilité à vérifier\|André Doz}} |

André Doz (né le 13 août 1928 à Issy-les-Moulineaux - 2013) est un philosophe et pédagogue français.

## Carrière
Doz a obtenu son diplôme de docteur en philosophie en 1969 à l'université de la Sorbonne, puis son doctorat d'État à l'université de Poitiers en 1986.

## Travaux
Dans son livre de 1987, La Logique de Hegel et les problèmes traditionnels de l'ontologie, Doz préconise de lire la Science de la Logique de Hegel comme une « doctrine ontologique de premier ordre ». Doz situe donc la logique de Hegel dans une tradition de recherche ontologique. Pour ce faire, il s'appuie sur diverses figures de l'histoire de la philosophie, telles qu'Anaximandre, Diogène Laertius, Plotin, Boèce, les philosophes patristiques et Avicenne, entre autres. 
Le livre a fait l'objet de critiques de la part de Hubert Faes, Olivier Depré, Maurice de Gandillac and P. Cruysberghs. La lecture de Hegel par Doz, associée à Logique et existence de Jean Hyppolite, a été décrite comme l'une des interprétations classiques de la logique de Hegel.
Son ouvrage Parcours Philosophique, paru en 2001, est un recueil d'essais écrits entre 1968 et 2000 sur différentes figures, d'Aristote à Heidegger (Kant, Spinoza, etc.). Selon Angelica Nuzzo, « pris ensemble, ils offrent une grande leçon sur la méthode de reconstruction historico-philosophique », sur laquelle plane l'ombre de Hegel.